# Джастін Тімберлейк
Джастін Рендалл Тімберлейк (англ. Justin Randall Timberlake; нар. 31 січня 1981, Мемфіс) — американський музикант та актор, лауреат десяти премій «Греммі» та чотирьох премій «Еммі».

## Кар'єра
Свою кар'єру розпочинав як учасник талант-шоу «Пошук зірок» (англ. Star Search, 1991), після чого знімався в телешоу «Клуб Міккі Мауса» з іншими молодими талантами як Крістіна Агілера та Брітні Спірс (1993—1994). Світову славу здобув у кінці 1990-х як лідер гурту «'N Sync».
У 2002 випустив свій дебютний сольний альбом «Justified», проданий в обсязі понад 7 мільйонів копій. Альбом становив значний комерційний успіх та породив такі хіти як «Cry Me a River» та «Rock Your Body». Другим сольним альбомом Тімберлейка став «FutureSex/LoveSounds» (2006), що досяг найвищої сходинки в американському рейтингу альбомів Billboard 200 та містив такі популярні сингли як «SexyBack», «My Love» та «What Goes Around…/…Comes Around», що по черзі опинялися на першій позиції в рейтингу пісень Billboard Hot 100.
Перші два альбоми Джастіна Тімберлейка, кількість проданих копій яких сукупно перевищила 14 мільйонів, зробили його одним із комерційно найуспішніших співаків світу. Окрім музики, Джастін розпочав акторську кар'єру, тоді як його починання включають музичний лейбл «Tennman Records», марку вбрання «William Rast», а також ресторанний бізнес.

## Особисте життя
18 серпня 2012 році одружився з акторкою Джесікою Біл. 10 квітня 2015 року в пари народився син Сайлас Рендалл Тімберлейк. 18 липня 2020 року в нього народився другий син.
17 червня  2024 року його заарештували У штаті Нью-Йорк, причиною стало водіння у нетверезому стані.

## Дискографія
- 2002: Justified
- 2006: Future Sex/Love Sounds
- 2013: The 20/20 Experience
- 2013: The 20/20 Experience — 2 of 2
- 2018: Man of the Woods
- 2024: Everything I Thought It Was

## Фільмографія

### Повнометражні фільми і телесеріали
| Рік       |    | Українська назва                                   | Оригінальна назва                      | Роль                                  |
| --------- | -- | -------------------------------------------------- | -------------------------------------- | ------------------------------------- |
| 2023      | ф  | Рептилія                                           | Reptile                                | Вілл Грейді                           |
| 2021      | ф  | Палмер                                             | Palmer                                 | Едді Палмер                           |
| 2020      | мф | Тролі 2: Світове турне                             | Trolls World Tour                      | Пагін (голос)                         |
| 2017      | ф  | Колесо чудес                                       | Wonder Wheel                           | Мікі Рубін                            |
| 2014—2017 | с  | Вечірнє шоу Джиммі Феллона                         | The Tonight Show Starring Jimmy Fallon | підліток Джастін, 2 випуски           |
| 2016      | мф | Тролі                                              | Trolls                                 | Пагін (голос)                         |
| 2016      | ф  | Поп-зірка: Ніколи не припиняй, ніколи не зупиняйся | Popstar: Never Stop Never Stopping     | Тайрус Квош                           |
| 2013      | ф  | Сліпа удача                                        | Runner, Runner                         | Річі Ферст                            |
| 2013      | ф  | Всередині Люїна Дейвіса                            | Inside Llewyn Davis                    | Джим Беркі                            |
| 2012      | ф  | Кручений м'яч                                      | Trouble with the Curve                 | Джонні                                |
| 2008—2012 | с  | Суботнього вечора в прямому ефірі                  | Saturday Night Live                    | різні ролі у 4-х випусках             |
| 2011      | ф  | Час                                                | In Time                                | Вілл Салас                            |
| 2011      | ф  | Друзі по сексу                                     | Friends with Benefits                  | Ділан                                 |
| 2011      | ф  | Училка                                             | Bad Teacher                            | Скотт Делакорт                        |
| 2011      | мс | Шоу Клівленда                                      | The Cleveland Show                     | Пол / любитель бугі (голос), 1 епізод |
| 2010      | мф | Ведмідь Йогі                                       | Yogi Bear                              | Бу Бу (voice)                         |
| 2010      | ф  | Соціальна мережа                                   | The Social Network                     | Шон Паркер                            |
| 2010      | с  |                                                    | Audi the Next Big Thing                | хлопець                               |
| 2009      | ф  | Відкрита дорога                                    | The Open Road                          | Карлтон                               |
| 2008      | ф  | Секс Гуру                                          | The Love Guru                          | Жак Ґранде                            |
| 2007      | мф | Шрек Третій                                        | Shrek the Third                        | принц Арті (голос)                    |
| 2006      | ф  | Стогін чорної змії                                 | Black Snake Moan                       | Ронні                                 |
| 2006      | ф  | Казки Півдня                                       | Southland Tales                        | Абілін, пілот                         |
| 2006      | ф  | Альфа Дог                                          | Alpha Dog                              | Френкі «Натс» Белленбачер             |
| 2005      | ф  | Едісон                                             | Edison                                 | Поллак                                |
| 2001      | ф  | Щасливчик                                          | Longshot                               | парківник                             |
| 2001      | ф  | На зв'язку                                         | On the Line                            | візажист                              |
| 2000      | с  | Чарівний світ Диснея                               | The Wonderful World of Disney          | Джейсон, 1 епізод                     |

## Цікаві факти
У 2000 році надкушений французький тост Джастіна Тімберлейка продали на інтернет-аукціоні за 1025 доларів.